# Amédée Alby
Pour les articles homonymes, voir Alby.
Amédée Joseph Marie Alby, né à Marseille le 20 février 1862 et mort à Paris le 26 octobre 1942, est un ingénieur et industriel français actif dans les ponts et chaussées sous la Troisième République.

## Biographie
Fils d'Édouard Alby, négociant à Marseille, et d'Hortense Pichaud, frère du général Henri Alby, il épousa une des petites-filles d'Émile Pereire, Sarah Pereire (représentée en statue de la Navigation sur le pont Mirabeau), et est le grand-père de Pierre Alby. 
Sorti de l'École polytechnique (X 1880), il devient ingénieur du corps des ponts et chaussées en 1885. Il est nommé en 1906 ingénieur conseil de la société Westinghouse. 
Il participe notamment à la conception du Pont Mirabeau, achevé en 1896 à Paris. Il a également collaboré au chantier du pont Alexandre-III et de la passerelle Debilly.
Il est président de la Société générale d'entreprises (SGE) de 1908 à 1932, puis président honoraire jusqu'en 1942. Il entre également au conseil d’administration de la Compagnie des chemins de fer du Midi. 
Il est promu officier de la Légion d'honneur en 1921. 
Il est inhumé au cimetière d'Asnières-sur-Oise.

## Distinctions
- Officier de la Légion d'honneur (1921)